# Norops onca
Norops onca este o specie de șopârle din genul Norops, familia Polychrotidae, descrisă de O’shaughnessy 1875. Conform Catalogue of Life specia Norops onca nu are subspecii cunoscute.